# Cueva de Hoq
La cueva de Hoq es una cueva de la costa nororiental de la isla de Socotra (Yemen), en la que se han encontrado importantes inscripciones y restos arqueológicos de navegantes de varias nacionalidades de los siglos I a. C. - VI d. C. La cueva está situada a aproximadamente 1,5 km de la costa a una altitud de 350 m. De unos 2 km de profundidad, tiene un pasaje principal con una anchura media de 50 m y una altura media de 20 m. Se trata de una cueva caliza llena de espeleotemas donde viven numerosos troglobiontes endémicos. La temperatura es constante durante el año variando entre 25 - 27 °C con una humedad superior al 95 %.
En 2001 un grupo de espeleólogos belgas del Socotra Karst Project investigaron la cueva exhaustivamente. Encontraron numerosas inscripciones, dibujos y restos arqueológicos. Investigaciones posteriores concluyeron que eran obra de navegantes que visitaron la isla a comienzos del primer milenio. La mayoría de los textos están escritos en brahmi de la India; también hay textos en sudarábigo, etíope, griego, palmireno y bactriano. Este corpus de unos 250 textos y dibujos constituye una de las fuentes principales para el estudio de las redes comerciales del Océano Índico de esta época.

## Galería de espeleotemas

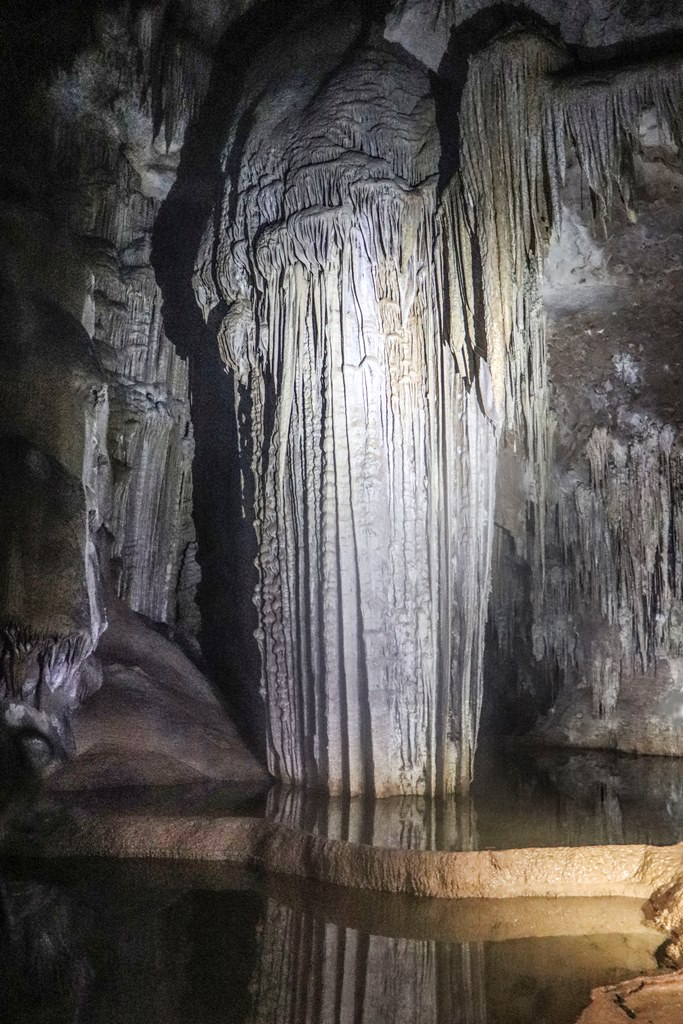
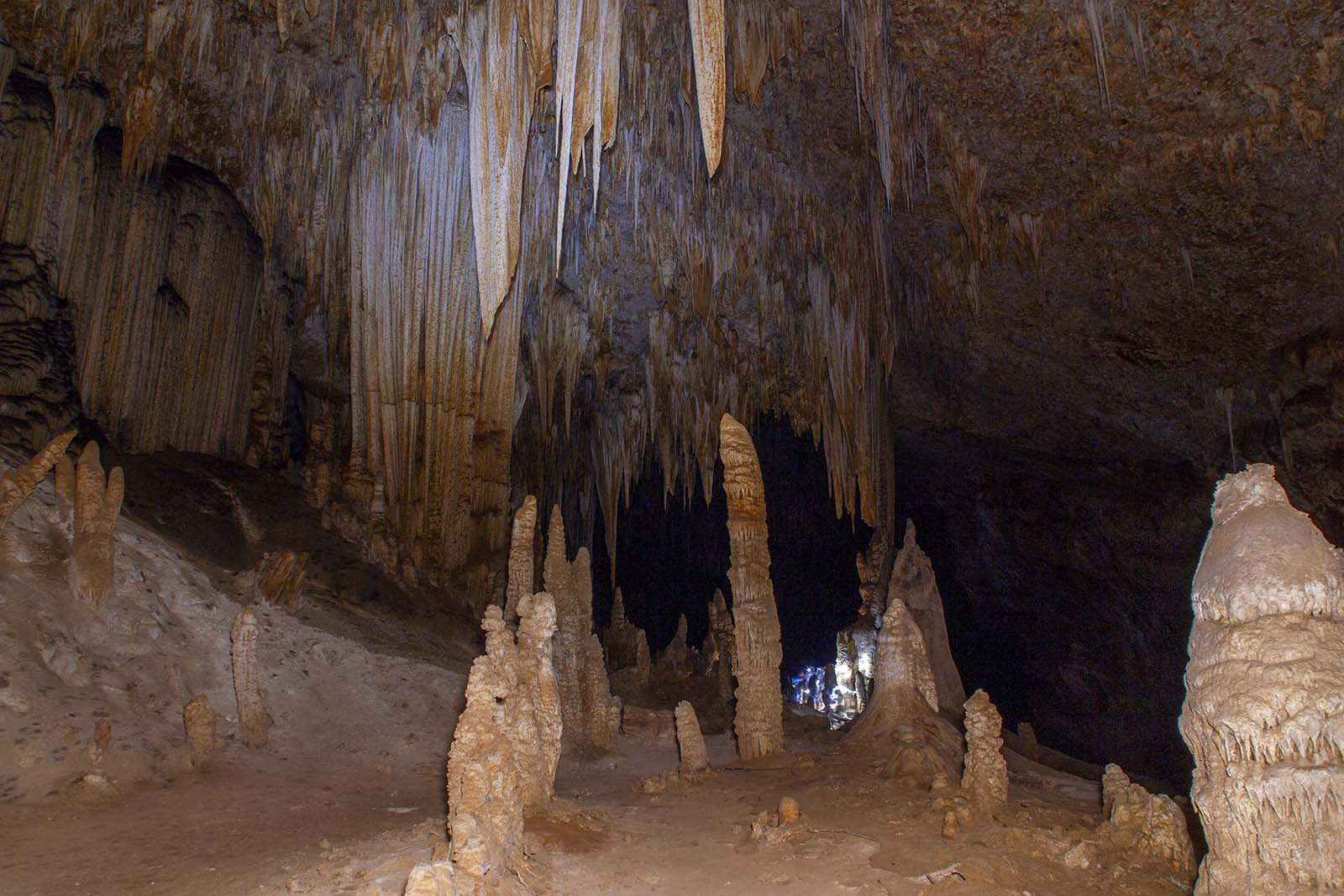
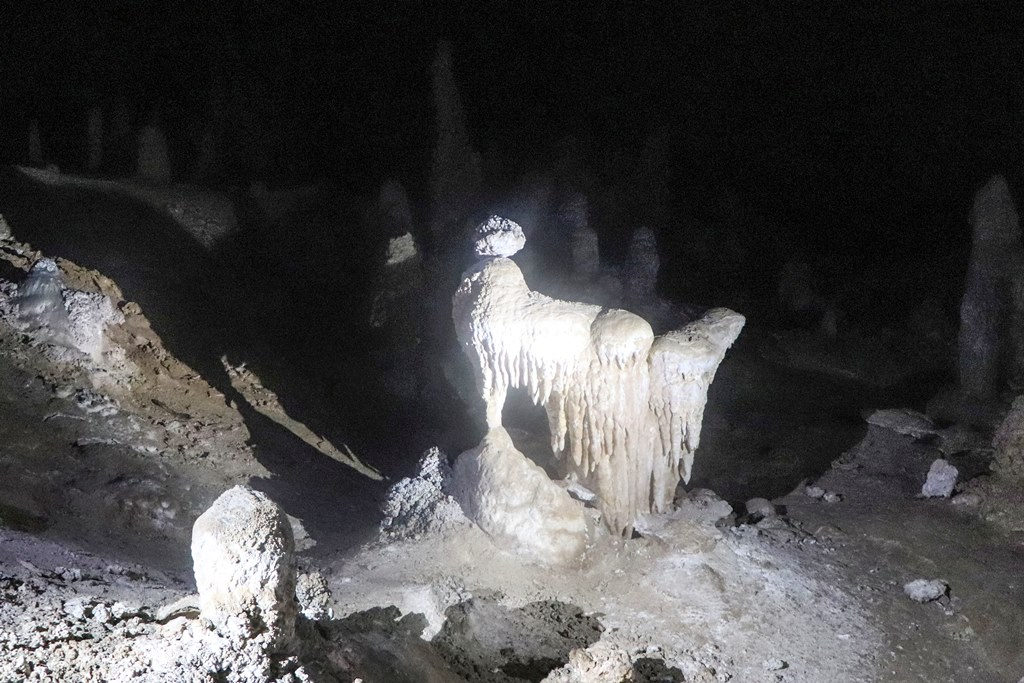